# سرود ملی نیجریه
ای هم‌میهن بپاخیز! (به انگلیسی: Arise, O Compatriots) سرود ملی کشور نیجریه است. این سرود در سال ۱۹۷۸ رسمیت یافت و جایگزین سرود «ای نیجریه، درود بر تو!» (!Nigeria, We Hail Thee) شد.

## متن
| متن انگلیسی "Arise, O Compatriots" Nigeria's call obey To serve our Fatherland With love and strength and faith. The labour of our heroes past Shall never be in vain, To serve with heart and might One nation bound in freedom, peace and unity. O God of creation Direct our noble cause Guide thou our leaders right Help our youth the truth to know In love and honesty to grow And living just and true Great lofty heights attain To build a nation where peace And justice shall reign. | برگردان فارسی ای هم‌میهن بپاخیز! و به فراخوان نیجریه سر فرود آور تا که به میهن خود خدمت کنیم با مهر و نیرو و ایمان. رنج قهرمانان گذشتهٔ ما، هرگز بیهوده نخواهد بود. تا که با دل و جان خدمت کنیم به ملتی که، همبستگی‌اش با آزادی، آشتی و یگانگی است. ای آفریدگار راهبر آرمان شریف ما باش و رهبرانمان را به‌درستی رهنما شو جوانانمان را در دانش به واقعیات یاری نما تا با مهر و پاکی پرورش یابند و با راستی و درستی زندگی کنند، به جایگاه‌های والا دست یابند، و کشوری بسازند که در آن آشتی و دادگری فرمان براند. |